# Orenda Aerospace
«Orenda Aerospace» — канадский производитель газотурбинных двигателей и запасных частей к ним, в настоящий момент является частью корпорации «Magellan Aerospace». Будучи частью «Avro Canada», компания «Orenda Aerospace» производила ряд турбореактивных двигателей для ВВС Канады и являлась крупнейшим поставщиком двигателей для военных нужд.

## Основание компании

### «доклад Бэнкса»
История основания компании восходит ко Второй мировой войне. В ходе войны Национальный совет по исследованиям (NRC) Канады решил создать небольшое исследовательское подразделение, занимающееся вопросами аэродинамики, подобное американскому NACA или британскому RAE. В 1942 году NRC командировал двух своих сотрудников в эти организации для приобретения опыта и выбора перспективных направлений для исследований.
Одним из заинтересовавших NRC направлений стали работы англичанина Фрэнка Уиттла по созданию реактивного двигателя. В это же время Канадские королевские ВВС выразили обеспокоенность своей всё возрастающей зависимостью от поставок американских и британских авиационных двигателей.
Таким образом, исследования и разработка реактивных двигателей сулили Канаде целый ряд преимуществ. Было принято решение более детально изучить британские наработки в отрасли и наладить сотрудничество между канадскими и британскими специалистами.
В течение следующего года ряд сотрудников аэродинамической лаборатории NRC посетил Великобританию. В результате этих визитов в мае 1943 года был представлен секретный «Доклад о разработке реактивных двигателей в Великобритании», более известный как «доклад Бэнкса». Помимо всего прочего, в докладе указывалось на необходимость создания центра для испытаний реактивных двигателей в условиях холодного климата, так как эта область оставалась в то время совершенно неизученной. Также рекомендовалось в кратчайшие сроки создать собственное предприятие по производству реактивных двигателей.

### «Turbo Research»
Следуя рекомендациям, изложенным в «докладе Бэнкса», канадское правительство в марте 1944 года основало компанию «Turbo Research» в пригороде Торонто. В неё перешли несколько сотрудников аэродинамической лаборатории NRC, ранее посещавших Великобританию, в частности главный инженер компании К. Ф. Таппер и будущий главный конструктор Уиннет Бойд.
Очень скоро Бойд предложил два проекта двигателей: «TR.1» с центробежным и «TR.2» с осевым компрессором. Оба проекта так и остались только на чертежах. Двигатели с осевым компрессором были признаны более перспективными, поэтому была начата работа над проектом «TR.3», увеличенной и модифицированной версией «TR.2». От «TR.3» Бойд постепенно перешёл к разработке меньшего по размерам осевого «TR.4», впоследствии известного как «TR.4 Chinook». Работы над «TR.3» спустя некоторое время были свёрнуты.

## В составе «Avro Canada»
В 1945 году заводы «Victory Aircraft» в Молтоне были преобразованы в компанию «Avro Canada». Весной 1946 года правительство Канады решило передать разработку реактивных двигателей частным предприятиям. «Turbo Research» была продана «Avro Canada» и преобразована в «отдел газотурбинных двигателей». В это время продолжалась работа над «TR.4», однако уже летом была начата работа над его более мощной версией — «TR.5 Orenda» — предназначенной для нового перехватчика «CF-100». Новый двигатель должен был развивать тягу в 29 кН. Первый пуск «TR.4 Chinook», с тягой в 12 кН, был произведён в марте 1948 года.

### «TR.5 Orenda»

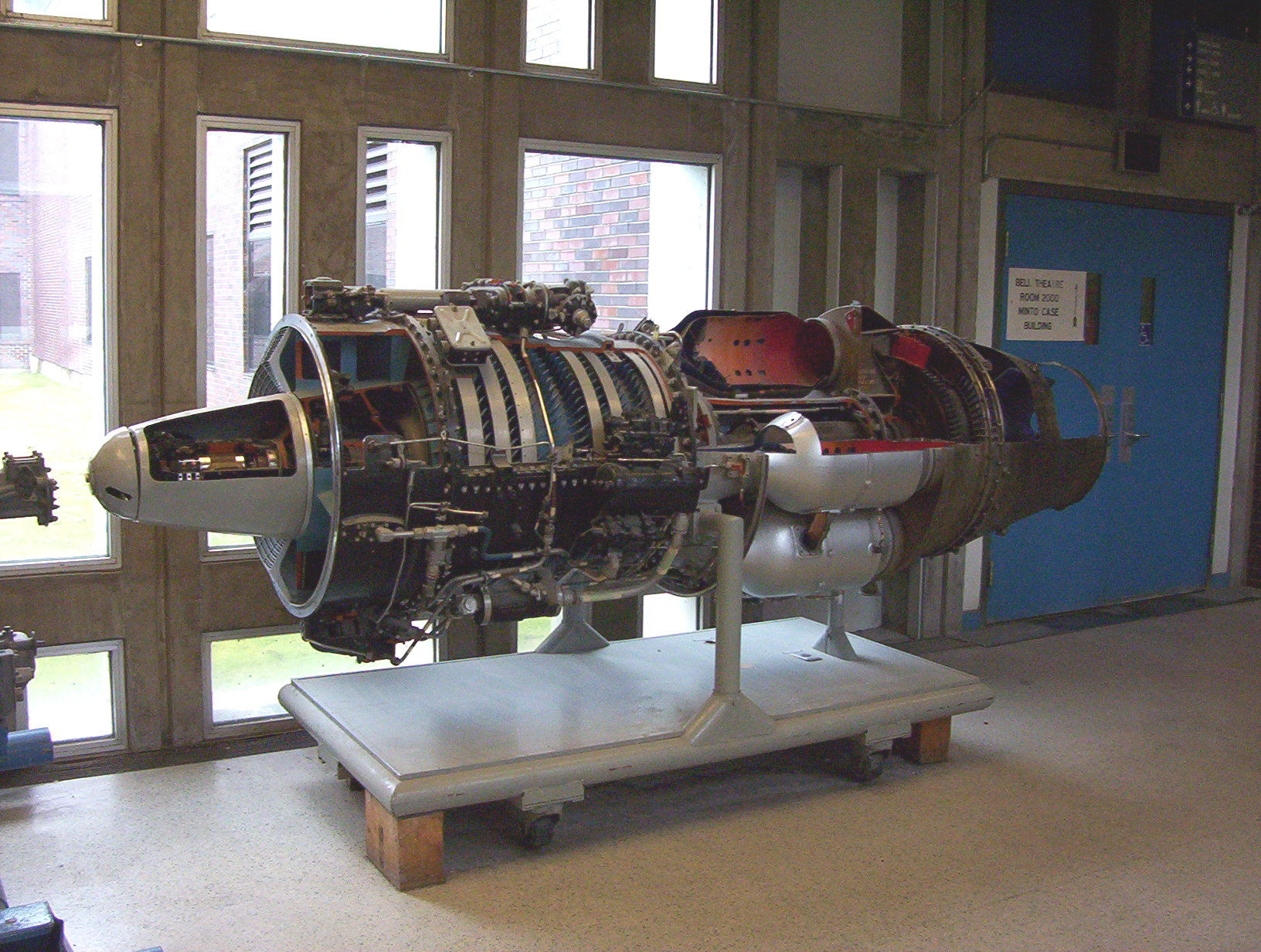
«TR.5 Orenda» в Карлтонском университете в Оттаве.

Прототип «TR.5 Orenda» был запущен менее, чем через год после «TR.4» — в феврале 1949 года. Испытания проводились в новом исследовательском центре в Нобеле, построенном на месте бывшего завода по производству боеприпасов. С момента первого пуска в феврале и до начала серийного производства поздней осенью, прототипы отработали более 1000 часов. «Orenda» стал самым мощным двигателем в мире и оставался им до 1952 года. Более 4 000 двигателей разных модификаций были произведены с 1952 по 1958 год. Канадцы заявили про себя, как про одного из ведущих производителей реактивных двигателей.
«TR.5 Orenda» устанавливался на перехватчик «CF-100 Canuck», кроме ВВС Канады, стоявший также на вооружении ВВС Бельгии. Поздние модификации производимого «Canadair» по лицензии истребителя «F-86 Sabre» также оснащались «TR.5» вместо первоначального американского «General Electric J47», что значительно улучшало характеристики самолёта. «Canadair F-86 Sabre» экспортировался ФРГ, ЮАР, Колумбию и Пакистан. Некоторое время ВВС США также планировали производить модификацию «F-86J» с канадским двигателем, однако впоследствии отказались от этой идеи в пользу более современных сверхзвуковых самолётов. «Canadair Sabre» долгое время использовался компанией «Boeing» в качестве самолёта сопровождения, в частности, в ходе испытаний «Boeing 747».

### «Orenda Iroquois»
В 1953 году «Avro Canada» приступила к разработке сверхсовременного скоростного перехватчика «CF-105». В ходе работы над проектом инженеры «Avro» отказались от использования импортных двигателей и приняли решение о самостоятельной разработке нового высокотехнологичного двигателя. Работы над двигателем были поручены отделу газотурбинных двигателей. Двигатель, получивший название «Iroquois», стал настоящим шедевром конструкторской мысли. При проведении первого запуска в декабре 1954 года он развил тягу в 132 кН и вернул первенство в мощности канадцам. В ходе испытаний прототипы двигателей отработали более 5000 часов на земле и около 35 часов в воздухе и были готовы к установке на один из прототипов самолёта «CF-105 Arrow». Однако программа «Arrow», а вместе с ней и «Iroquois», была свёрнута правительством Канады в 1959 году. «Avro Canada» пыталась продать самолёт США и Великобритании, однако в этих странах в это же время также был свёрнут ряд подобных программ (в частности «XF-103 Thunderwarrior» и «XF-108 Rapier» в США), и сделка не состоялась. «Avro» получила указания уничтожить все материалы, связанные с проектом, для обеспечения секретности.

## «Orenda Engines»
В 1955 году в ходе очередной реорганизации «Avro Canada» была возвращена в состав «Avro Aircraft», а её отдел газотурбинных двигателей — выделен в самостоятельную компанию, «Orenda Engines». «Avro Aircraft» вынуждена была прекратить своё существование из-за финансовых проблем, связанных с закрытием программы «Arrow». Тем не менее, «Orenda Engines», располагая крупными заказами на ремонт и обслуживание двигателей, смогла удержаться на плаву.
В конце лета 1959 года ВВС Канады выбрали «Lockheed F-104» в качестве нового дневного истребителя. Он должен был производиться по лицензии компанией «Canadair». «Orenda Engines» получила контракт на лицензионное производство двигателей «General Electric J79» к нему. Первый двигатель сошёл с конвейера в декабре 1960 года, спустя всего 14 месяцев после получения первого чертежа. Всего было произведено 478 двигателей как для «Canadair», так и в рамках американско-канадской «Программы взаимопомощи».
В начале 1962 года «Orenda Engines» выиграла ещё один тендер на поставку двигателей. В этот раз компания получила лицензию на производство двигателя «General Electric J85», предназначенного для учебного самолёта «Canadair CL-41». Первый двигатель, получивший обозначение «J-85-CAN-40» был отгружен в сентябре 1963 года, последний — в октябре 1965. Модифицированная версия двигателя, «J-85-CAN-15», оснащённая форсажной камерой, стала производиться с 1967 года, когда «Canadair» получила лицензию на производство истребителя «Canadair CF-5» для ВВС Канады. Всего с июня 1967 года по май 1974 было произведено 609 двигателей для ВВС Канады, Нидерландов и Венесуэлы.
Помимо авиационных двигателей, «Orenda Engines» также начала производство промышленных газотурбинных установок. Около 150 единиц было продано для установки на нефтепроводах, электростанциях, компрессорных станциях в Канаде, США, Венесуэле, Китае и других странах.

## «Orenda Aerospace»
Компания «Magellan Aerospace» была образована в 1990-х годах, преимущественно на базе канадских активов компании «Fleet Aerospace». В течение нескольких последующих лет компания активно расширялась, поглотив несколько канадских, американских и британских аэрокосмических предприятий, в том числе и «Orenda Engines». Название «Orenda Engines» изменили на «Orenda Aerospace», под которым компания известна до настоящего времени. Помимо производства промышленных турбин, «Orenda Aerospace» производит высокоточные узлы и комплектующие авиационных турбореактивных двигателей для таких компаний, как «General Electric», «Pratt & Whitney» и «Rolls-Royce». Ремонт и обслуживание двигателей остаётся значительным источником доходов компании.